# Asbado
Asbado (em latim: Asbadus; em grego: Ἄσβαδος; romaniz.: Asbados; m. 556) foi um oficial bizantino de origem gépida, ativo no reinado do imperador Justiniano (r. 527–565). Ele lutou contra o Reino Ostrogótico nos últimos estágios da Guerra Gótica.

## Vida
Segundo Procópio de Cesareia, Asbado, "homem ativo [...] e especialmente jovem" acompanhou Narses à Itália em 552, como chefe de 400 gépidas. Lutou na decisiva Batalha de Tagina, durante a qual perseguiu e infligiu uma ferida mortal no rei Tótila (r. 541–552), sem saber que era ele. Durante a luta, foi ferido no pé pelo general de Tótila, Escipuar, e foi deixado para trás quando seus companheiros se retiraram. Procópio reconta que quando correu para Tótila, um dos homens do rei gritou: "O que é isso, seu cachorro? Está correndo para ferir seu próprio mestre?", o que Patrick Amory interpretou como indício de que era desertor dos godos, ou que como gépida, foi considerado subordinado "natural" godo. Morreu em 556 e foi sepultado em Pávia. Em seu epitáfio, preservado por um cronista lombardo posterior, é celebrado como um dos "restauradores do Império Romano na Itália".